# Thế vô hướng
Trong giải tích, vật lý học hay kỹ thuật, trường thế vô hướng, thường được gọi tắt là thế vô hướng, trường thế hay thế, là một trường vô hướng mà trái dấu của gradient của nó là một trường vectơ.
Giả sử có một trường vector v, thế vô hướng φ của v là một trường vô hướng có trái dấu gradient của nó là v:
{\displaystyle \mathbf {v} =-\nabla \phi }       (1)
Mọi trường thế vô hướng đều có trường vectơ tương ứng. Nhưng chỉ có các trường vectơ bảo toàn, v, với đạo hàm riêng liên tục mới có trường thế tương ứng φ, định nghĩa bằng tích phân đường, so với điểm mốc r0:
{\displaystyle \phi (\mathbf {r} )=\phi (\mathbf {r} _{0})+\int _{\mathbf {r} _{0}}^{\mathbf {r} }\mathbf {v} \cdot d\mathbf {r} '}       (2)
Ở đây, {\displaystyle \mathbf {r} '} là vectơ vị trí trong tích phân.
Hai phương trình (1) và (2) là tương đương, theo định lý cơ bản của giải tích. Ứng với mỗi trường vectơ bảo toàn v có vô số trường thế φ thỏa mãn (1). Theo (2), việc chọn điểm mốc r0 giúp cố định φ cụ thể, phụ thuộc vào φ(r0). Tuy nhiên trong kết quả của (2), khi φ(r0) có thể thay đổi tùy lựa chọn, giá trị của trường vectơ tương ứng vẫn không đổi.
Trường thế vô hướng có nhiều ứng dụng trong vật lý. Mở rộng cho đại lượng có hướng của trường thế vô hướng là trường thế vectơ.

## Ví dụ
Trường thế có thể được định nghĩa cho nhiều trường vectơ bảo toàn trong vật lý:
- Trường thế của trường điện gọi là điện thế
- Trường thế của trường lực bảo toàn gọi là thế năng
  - Trường thế của lực hấp dẫn gọi là thế năng hấp dẫn